# 學步車

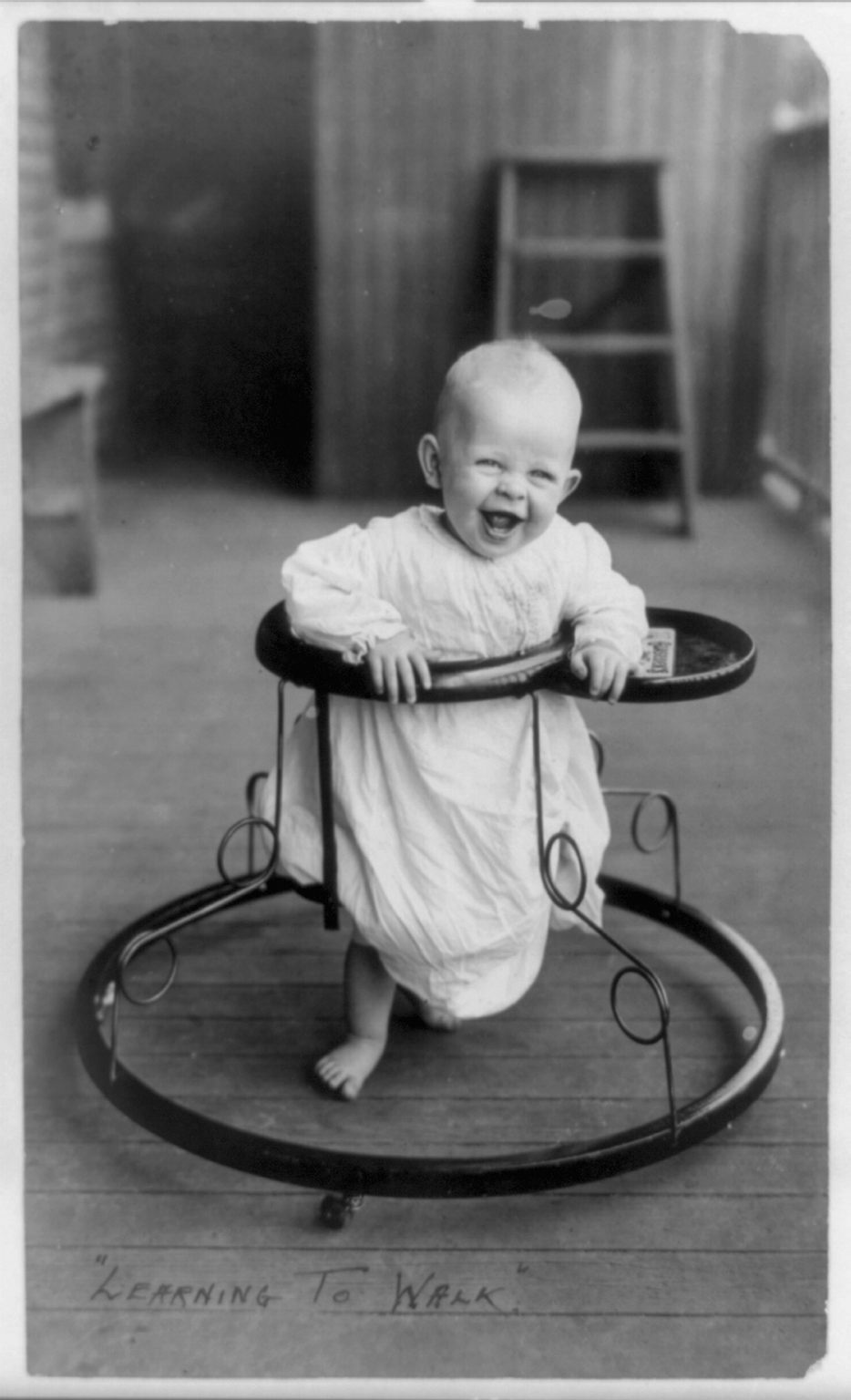
正在使用學步車走動的一名嬰兒（攝於1905年）

學步車（英語：Baby walker），又稱學行車、螃蟹車，是一種供嬰幼兒學習步行的用品，上部設有座位及扶手，下部的框架裝有細小的車輪，嬰幼兒坐在學步車時雙腳會和地面接觸，可在學步車的輔助下行走。不過學步車對嬰幼兒學習步行的作用存有爭議，因為嬰幼兒如坐在學步車的座位走動，雖然不需完全用雙腿支撐身體的重量，只需用小腿便能走動，但坐在學步車走動與不依靠器具步行的動作是有明顯的分別，由於坐著便不能舉步行走，無助於鍛煉大腿的肌肉，嬰幼兒也難以領略如何在步行時平衡身體，部分研究機構如美國兒科學院的報告並不建議嬰幼兒使用學步車學習步行。

## 安全及風險
作為一種嬰幼兒用品，學步車必須堅固及不容易翻倒，而且不能掉出細小的物件，學步車上常裝有玩具，但這些玩具不能被嬰幼兒拆出，避免嬰幼兒把玩具或細小的物件放入口內造成窒息等危險，學步車的物料及塗料須要符合安全標準，避免有毒物質對嬰幼兒造成損害。監護人在嬰幼兒使用學步車時必須在旁指導及看管，亦須要留意嬰幼兒使用學步車行走時可到達的範圍，在凹凸不平的地面不宜使用學步車，地面不能有可以絆倒嬰幼兒的門檻和電線，也要留意是否放有裝了水的水桶及澡盆，因為嬰幼兒可能會因好奇心而走近水桶導致溺水的意外，更不應在有樓梯、梯級、游泳池或池塘的地點使用學步車，防止嬰幼兒發生滾落樓梯或溺水等嚴重意外。由於嬰幼兒使用學步車時發生不少事故，加拿大於2004年4月禁止製造、販賣及轉售嬰兒學步車。

## 助步手推車

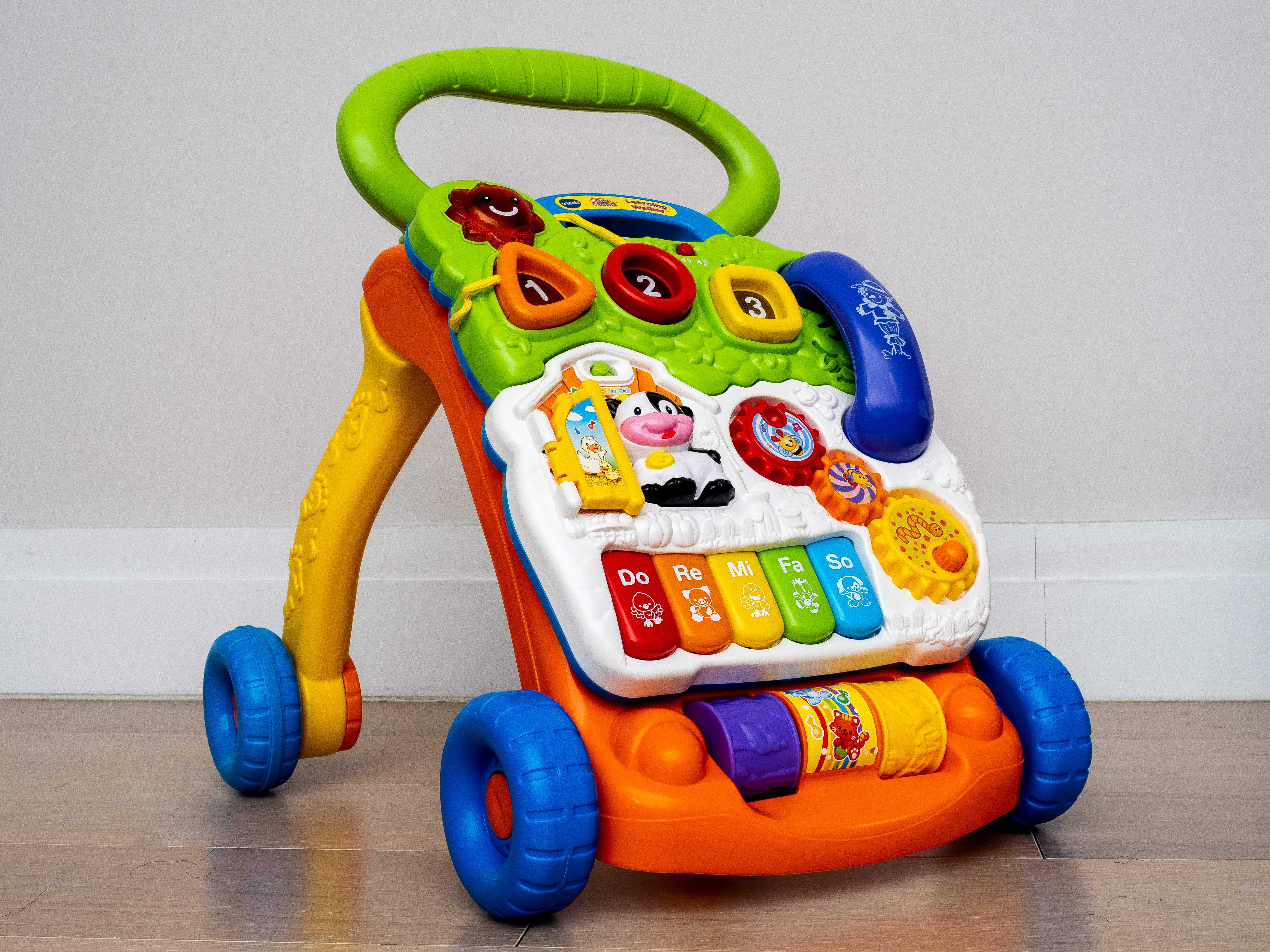
助步手推車可取代坐著的學步車，讓嬰幼兒可扶著手推車站起及步行

由於嬰幼兒坐著使用的學步車對學習步行並沒有明顯的幫助，如使用的地點不當容易發生事故，加拿大已全面禁用學步車，故此兒科醫學機構不建議使用學步車，如認為嬰孩需要輔助工具學習步行，可考慮採用助步手推車，作為輔助嬰孩站立時平衡身體的器具，嬰幼兒可扶著手推車的手柄站起及步行。